# Сирийска опозиция
Сирийската опозиция (на арабски: المعارضة السورية al-Muʻaraḍatu s-Sūrīyah, [almʊˈʕaːɾadˤɑtu s.suːˈɾɪj.ja]) е политическата структура, представена от Сирийската национална коалиция и свързани сирийски антиправителствени групи с определен териториален контрол като алтернативно сирийско правителство. Сирийската опозиция еволюира от началото на сирийския конфликт от групи, призоваващи за свалянето на правителството на Асад в Сирия и които се противопоставиха на неговото баасистко правителство. Преди Гражданската война в Сирия терминът „опозиция“ (на арабски: المعارضة) е използван за обозначаване на традиционни политически участници, например Националния координационен комитет за демократични промени; тоест групи и лица, които са имали прояви на дисидентство срещу сирийската държава.
Първите опозиционни структури, сформирани в сирийското въстание, са местните комитети за организиране на протести. Те са образувани през април 2011 г., когато протестиращите преминават от спонтанни протести към предварително организирани протести.
Фазата на сирийското въстание, от март 2011 г. до началото на август 2011 г., се характеризира с консенсус за ненасилствена борба между участниците във въстанието. По този начин конфликтът все още не може да бъде характеризиран като „гражданска война“, докато армейските части не дезертират в отговор на правителствените репресии срещу протестното движение. Това се случва през 2012 г., позволявайки на конфликта да отговаря на определението за „гражданска война“.
Опозиционните групи в Сирия правят нов обрат в края на 2011 г., по време на Гражданската война в Сирия, като се обединяват, за да формират Сирийски национален съвет (SNC), който получава значителна международна подкрепа и признание като партньор за диалог. Сирийският национален съвет е признат или подкрепен в някакво качество от най-малко 17 държави членки на Организацията на обединените нации, като три от тях (Франция, Обединеното кралство и Съединените щати) са постоянни членове на Съвета за сигурност.
По-широка опозиционна обединяваща група, Националната коалиция за сирийските революционни и опозиционни сили, е сформирана през ноември 2012 г. и получава признание като „законен представител на сирийския народ“ от Съвета за сътрудничество на арабските държави от Персийския залив (CCASG) и като „представител на стремежите на сирийския народ“ от Арабската лига. Впоследствие се смята, че Сирийската национална коалиция ще заеме седалището на Сирия в Арабската лига, като представителят на правителството на Башар ал Асад е спрян през същата година. Въпреки напрежението Сирийският национален съвет запазва известна степен на връзки с Националната коалиция за сирийските революционни и опозиционни сили. Сирийските опозиционни групи провеждат преговори за помирение в Астана, Казахстан през октомври 2015 г. В края на 2015 г. временното правителство на Сирия премества централата си в град Азаз в Северна Сирия и започва да управлява в района. През 2017 г. опозиционното правителство в провинция Идлиб е предизвикано от съперничещото си сирийско правителство за спасение, подкрепено от ислямистката фракция Хаят Тахрир ал Шам (HTS).
Проучване на ORB International от юли 2015 г. сред 1365 възрастни във всички 14 провинции на Сирия установява, че около 26 процента от населението подкрепя сирийската опозиция (41 процента в контролираните от нея райони), в сравнение с 47 процента, които подкрепят правителството на Сирийската арабска република (73 процента в контролираните от него райони), 35 процента, които подкрепят Фронта Ал-Нусра (58 процента в контролираните от него райони), и 22 процента, които подкрепят Ислямска държава (71 процента в районите, които контролира). Международно проучване на ORB от март 2018 г. с подобен метод и размер на извадката установи, че подкрепата е променена на 40% сирийско правителство, 40% сирийска опозиция (като цяло), 15% Сирийски демократични сили, 10% Фронт ал Нусра и 4% Ислямска държава (може да съществува кръстосване между поддръжници на фракции).